# 周瑩 (宋朝)
周瑩（?—?），瀛州景城人。宋朝政治人物。

## 生平
周瑩家境富有，好結交。趙光義還在潛邸時，周瑩當過給事。咸平三年（1000年）知樞密院事。周瑩本人庸懦，“居樞近，無他謀略，及蒞軍旅，歷藩鎮，功業無大過人者”。

## 家族
父周景，右領軍衛上將軍。

## 延伸阅读
[在维基数据编辑]
 《宋史·卷268》，出自脱脱《宋史》